# Gran Premi dell'Arno
El Gran Premi dell'Arno és una competició ciclista italiana d'un sol dia que es disputa a la Província de Varese, a la Llombardia. Està reservada a ciclistes de categoria júnior.

## Palmarès
| Any  | Vencedor           | Segon               | Tercer            |
| ---- | ------------------ | ------------------- | ----------------- |
| 1997 | Matteo Rimoldi     | L. Bano             | M. Marzano        |
| 1998 | Davide Brivitello  | M. Marzano          | M. Pellegrini     |
| 1999 | Daniele Colli      | Damiano Cunego      | A. Bucciero       |
| 2000 | Alexander Arekeev  | M. Parravicini      | S. Magri          |
| 2001 | Francesco Failli   | M. Lasurdi          | Artem Mavlianov   |
| 2002 | Stefano Faini      | C. Bosio            | Oscar Gatto       |
| 2003 | Simon Špilak       | S. Basso            | Oscar Gatto       |
| 2004 | Simon Špilak       | Siarhei Zatonenka   | Blaz Mihovec      |
| 2005 | Marco Gadici       | Manuele Boaro       | Luca Pagani       |
| 2006 | Mirko Bertolani    | Blaž Furdi          | Sebastjan Bauman  |
| 2007 | Tomas Alberio      | Giacomo Nizzolo     | Enrico Battaglin  |
| 2008 | Mirko Ulivieri     | Michele Piccoli     | Mattia Franzoni   |
| 2009 | Gennadi Tatarinov  | Giacomo Berlato     | Mirko Ulivieri    |
| 2010 | Luca Chirico       | Giacomo Berlato     | Mauro Marcassoli  |
| 2011 | Niccolò Bonifazio  | Matteo Cigala       | Davide Martinelli |
| 2012 | Bruno Maltar       | Josip Rumac         | Lorenzo Trabucco  |
| 2013 | Simone Velasco     | Matic Šafaric Kolar | Marco Zumerle     |
| 2014 | Gabriele Giannelli | Filippo Rocchetti   | Simone Piccolo    |
| 2015 | Simone Bevilacqua  | Žiga Jerman         | Stefano Oldani    |
| 2016 | Mattia Bevilacqua  | Luca Colnaghi       | Nikolas Huber     |
| 2017 | Fabio Mazzucco     | Filippo Magli       | Luca Colnaghi     |